# Sikorsky S-42
Sikorsky S-42 Clipper — комерційний летючий човен (гідроплан), розроблений і побудований компанією Sikorsky Aircraft на замовлення Pan American World Airways (Pan Am), отримане 15 серпня в 1931 році.
Технічне завдання на розробку передбачало можливість перевозити 16 осіб (в тому числі 4 — екіпаж) на відстань 2500 миль (4023 км) з крейсерською швидкістю 145 миль/год (233 км/год). 30 листопада 1932 Pan Am підписала контракти з компанією Martin на проектування літака М-130 і з Sikorski Aircraft на S-42.

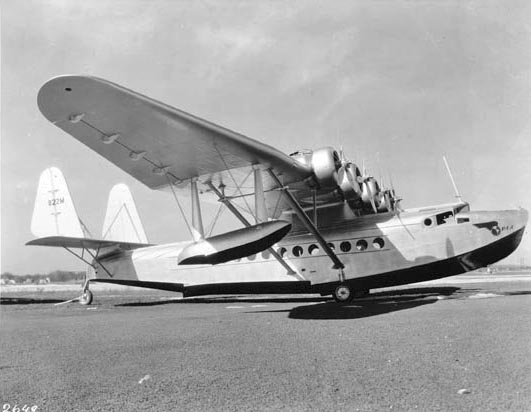

S-42 мав традиційний корпус летючого човна і був оснащений чотирма двигунами Pratt & Whitney Hornet S5D1G потужністю 700 к.с., встановленими на передній крайці крила.
Прототип летючого човна здійснив перший політ 29 березня 1934, в період розробки і тестування було встановлено десять світових рекордів для корисного навантаження і висоти. Перший літак був поставлений Pan American в серпні 1934 році, перший рейсовий політ відбувся 16 серпня того ж року. У 1935 році S-42 першими проклали маршрут через Тихий океан за маршрутом Західне узбережжя США — Філіппіни, в 1937 був відкритий маршрут до Нової Зеландії.
Було побудовано десять літаків: три S-42, три S-42A з двигунами Hornet S4EG потужністю 750 к.с. зі збільшеним розмахом крила і збільшеним на 907 кг злітною вагою, чотири S-42B з гвинтами змінюваного кроку.
Один із таких літаків був знищений японцями під час Гонконзької битви, зокрема бомбардування аеропорту Кайтак.